# Naomi Oreskes

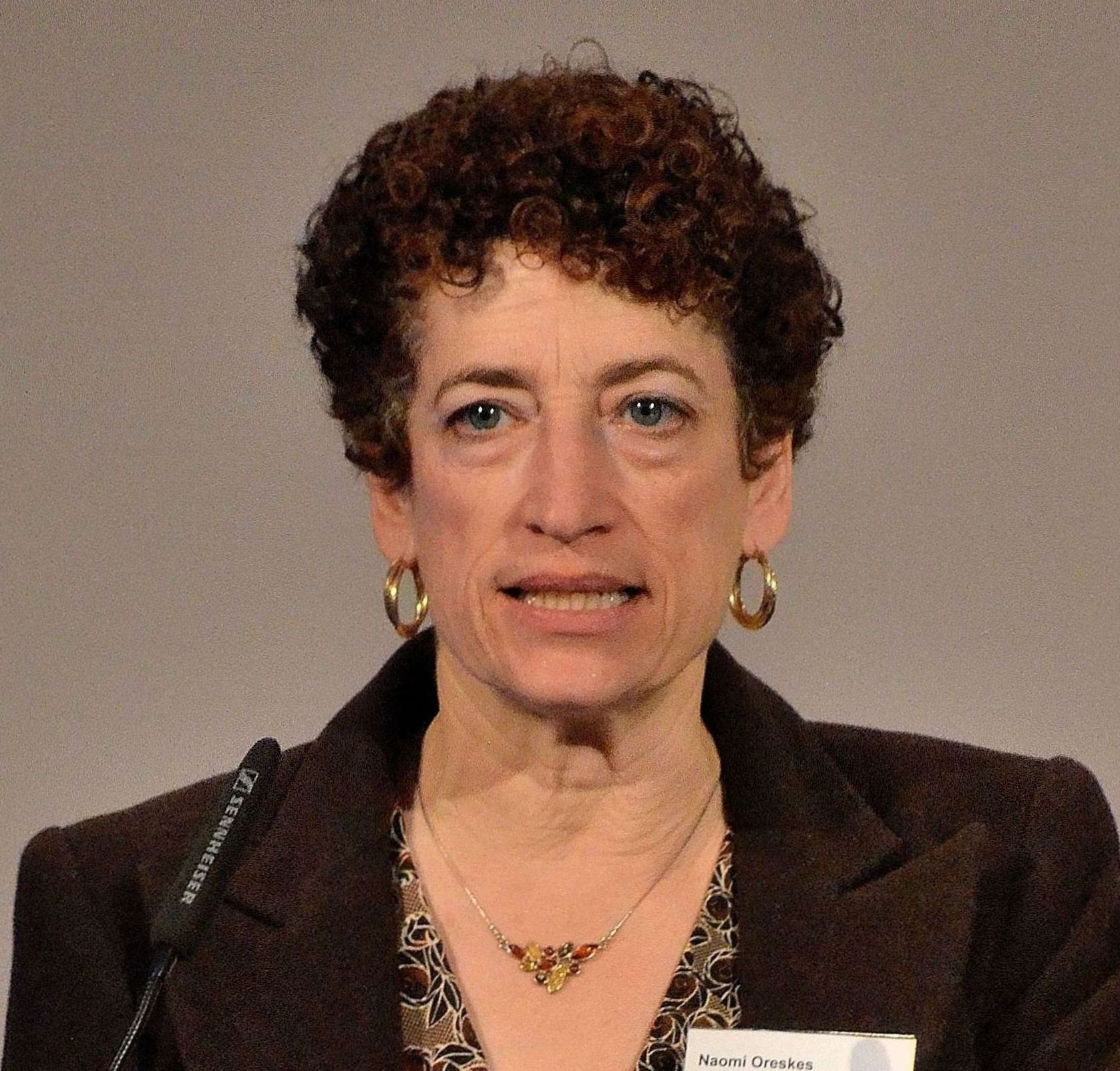
Naomi Oreskes (2015)

Naomi Oreskes (* 25. November 1958 in New York City) ist eine US-amerikanische Professorin für Wissenschaftsgeschichte an der Harvard University; zuvor war sie Professorin für Geschichte und Wissenschaftsforschung (History and Science Studies) an der University of California, San Diego.
Öffentlich bekannt wurde sie unter anderem durch ihre Erforschung der Wissenschaftsleugnung, insbesondere der Klimawandelleugnung und deren Folgen.

## Leben und Wirken

### Familie
Naomi Oreskes ist die Tochter der Lehrerin Susan Oreskes (geb. Nagin) und des ehemaligen New Yorker Professors Irwin Oreskes (1926–2013), der am dortigen Hunter College Labormedizin unterrichtete und zeitweise Dekan der School of Health Sciences des Colleges war. Naomi Oreskes hat drei Geschwister: Ihr Bruder Michael Oreskes ist Journalist, Daniel Oreskes ist Schauspieler und ihre Schwester Rebecca Oreskes eine ehemalige Mitarbeiterin des U.S. Forest Service, die seit 2013 in erster Linie schriftstellerisch tätig ist.
Naomi Oreskes ist seit 1986 mit dem Hydrogeologen Kenneth Belitz verheiratet und hat zwei Töchter.

### Ausbildung und Laufbahn
Naomi Oreskes absolvierte 1981 den Bachelor of Science in Geologie des Bergbaus mit First Class Honours am Imperial College in London. Sie arbeitete anschließend bis 1984 als Geologin bei der Western Mining Corporation in Australien. Es folgten Forschungsaufenthalte und Lehrtätigkeiten an der Stanford University (1984–1989) und dem Dartmouth College (1990–1996). Ihre Promotion für Geologie und Wissenschaftsgeschichte erhielt sie 1990 an der Stanford University. Von 1996 bis 1998 war sie Associate Professor für Geschichte und Philosophie der Wissenschaften an der New York University mit einer Gastprofessur im Herbst 2001 im Fachbereich Geschichte der Wissenschaft an der Harvard University. Seit 2005 war sie Professorin für Wissenschaftsgeschichte an der University of California in San Diego, seit 2014 an der Harvard University.

## Forschung
Oreskes arbeitete zunächst vor allem in der Geologie, ist mittlerweile aber vor allem im Fachbereich Geschichte mit Schwerpunkt Wissenschaftsgeschichte tätig. Sie beschäftigt sich intensiv mit der Klimaforschung, insbesondere deren Forschungsgeschichte.

### Forschungsgeschichte der Klimaforschung
Zu ihren bedeutendsten Arbeiten auf diesem Gebiet zählen unter anderem das Essay Beyond the Ivory Tower: The Scientific Consensus on Climate Change, das im Dezember 2004 in der Fachzeitschrift Science veröffentlicht wurde. Darin behandelt sie die Frage, wie deutlich ein wissenschaftlicher Konsens in Fragen der vom Menschen mit verursachten globalen Erwärmung erkennbar sei.
In einer Auswertung der Abstracts von 928 Veröffentlichungen in wissenschaftlichen Journalen im Zeitraum 1993–2003, welche das Stichwort „global climate change“ enthielten, fand Oreskes keinen Artikel, der offen anzweifelte, dass „ein Klimawandel stattfindet und der Mensch mit seinen Aktivitäten wenigstens zum Teil dazu beiträgt“. Zweifler dieser Hypothese in Fachkreisen sollten sich entsprechend ihrem Gewicht in der wissenschaftlichen Auseinandersetzung auch in den Abstracts der Fachpublikationen wiederfinden lassen. Knapp mehr als 20 % der Abstracts vertraten die Meinung, der Mensch sei Mitverursacher des Klimawandels, etwas mehr als die Hälfte der Abstracts behandelten die Folgen vom Klimawandel, ohne auf die Fragestellung nach den Ursachen einzugehen. Etwa 25 % der Abstracts behandelten Methoden oder paläoklimatologische Untersuchungen. Dieses Ergebnis wertete sie als ein Indiz dafür, dass in der Klimaforschung ein Konsens in dieser Frage herrscht. Daneben führt sie als Argument an, dass die in dieser Frage wichtigsten wissenschaftlichen Vereinigungen und Institutionen ebenfalls entsprechende Positionen veröffentlichten.

### ExxonMobil
Oreskes ging gemeinsam mit Geoffrey Supran der Frage nach, ob ExxonMobil die Öffentlichkeit über den Klimawandel in die Irre geführt hat. Auf Basis einer Inhaltsanalyse zahlreicher Mitteilungen von ExxonMobil zum Klimawandel, einschließlich begutachteter und nicht begutachteter Veröffentlichungen, unternehmensinterner Dokumente und bezahlter Anzeigen im Stil von Leitartikeln („Advertorials“) in der New York Times kamen sie zum Schluss, dass es dabei eine Diskrepanz zwischen Advertorials und allen anderen Dokumenten gibt. ExxonMobil trug demnach – über die wissenschaftlichen Veröffentlichungen seiner Wissenschaftler – zur Weiterentwicklung der Klimawissenschaft bei, säte in Advertorials jedoch gezielt Zweifel an der Existenz des Klimawandels. Angesichts dieses Widerspruches kamen Supran und Oreskes zum Schluss, dass ExxonMobil die Öffentlichkeit bewusst irregeführt hat.

### Merchants of Doubt
Ebenfalls einen sehr großen Impact hatte ihr 2010 zusammen mit Erik M. Conway veröffentlichtes Buch Merchants of Doubt, indem sie die organisierte Wissenschaftsleugnung im historischen Kontext untersuchte. Den Recherchen der Autoren zufolge ist die Methode, in der Öffentlichkeit gezielt Zweifel an wissenschaftlichen Ergebnissen zu verbreiten, um politische Maßnahmen zu verhindern, vor der Klimawandelleugnung bereits unter anderem im Bezug auf die Gefahren des Tabakrauchens, des Ozonlochs oder des sauren Regens eingesetzt worden. Die Verbreitung entsprechender Informationen sei zum Teil strategisch geplant und von neoliberalen und antikommunistischen Lobbygruppen und der Industrie (z. B. Tabakindustrie, Erdölindustrie) finanziert worden. Zum Teil seien dieselben Protagonisten (insbesondere Fred Seitz und Fred Singer) und Lobbygruppen (wie das Competitive Enterprise Institute) beteiligt gewesen.
Die Kritiken zu "Merchants of Doubt" waren größtenteils "enthusiastisch"; das Buch gilt mittlerweile als Standardwerk in Bezug auf die Leugnung der menschengemachten globalen Erwärmung durch Industrielobbyisten. Für David Wallace-Wells ist Oreskes, maßgeblich wegen Merchants of Doubt, die "weltweit führende Chronistin der Klimaleugnung und -desinformation".

## Auszeichnungen und Preise
- Time, 100 Climate Leaders, 2023[15]
- British Academy Medal, 2019.[16]
- Mitglied der American Philosophical Society, 2019.
- Ehrendoktorwürden der ETH Zürich (2018), der Universität Roskilde (2016) und der Colgate University (2015)
- Mitglied der American Academy of Arts and Sciences, 2017.
- Stephen H. Schneider Award für herausragende Klimawissenschaftskommunikation, 2016.[17]
- Watson Davis and Helen Miles Davis Prize der History of Science Society für Merchants of Doubt, 2011.
- George Sarton Award Lecture, American Association for the Advancement of Science, 2004.
- American Philosophical Society Sabbatical Fellowship, 2001–2002.
- Margaret W. Rossiter History of Women in Science Prize der History of Science Society, 2000.
- National Science Foundation Young Investigator Award, 1994–1999.
- National Endowment for the Humanities Fellowship for University Teachers, 1993–94.
- Society of Economic Geologists Lindgren Prize for outstanding work by a young scientist, 1993.
- Ritter Memorial Fellowship in History of Marine Sciences, Scripps Institution of Oceanography, 1994.

## Schriften (Auswahl)

### Bücher
- Naomi Oreskes, Erik M. Conway: The Big Myth: How American Business Taught Us to Loathe Government and Love the Free Market. Bloomsbury Publishing 2023, ISBN 978-1-635-57357-2.
- Naomi Oreskes: Science on a Mission. How Military Funding Shaped What We Do and Don’t Know about the Ocean. The University of Chicago Press 2021, ISBN 978-0-226-73238-1.
- Naomi Oreskes: Why Trust Science? Princeton University Press 2019, ISBN 978-0-691-17900-1.
- Naomi Oreskes, Michael Oppenheimer, Dale Jamieson: Discerning Experts: The Practices of Assessment for Environmental Policy. The University of Chicago Press 2019, ISBN 978-0-22-6602-0-11.
- Naomi Oreskes, John Krige: Science and technology in the global cold war, MIT Press 2014, ISBN 978-0-262-52653-1.
- Naomi Oreskes, Erik M. Conway: The Collapse of Western Civilization: A View from the Future. Columbia University Press, 2014, ISBN 978-0-231-16954-7.
  - Deutsche Übersetzung: Vom Ende der Welt: Chronik eines angekündigten Untergangs. Oekom, München 2015, ISBN 978-3-86581-747-1.
- Naomi Oreskes, Erik M. Conway: Merchants of Doubt: How a Handful of Scientists Obscured the Truth on Issues from Tobacco Smoke to Global Warming. Bloomsbury Press, 2010, ISBN 978-1-59691-610-4.
  - Offizielle Website zum Buch
  - Deutsche Übersetzung: Die Machiavellis der Wissenschaft. Das Netzwerk des Leugnens. Wiley-VCH, Weinheim 2014, ISBN 978-3-527-41211-2.
- Naomi Oreskes: The Rejection of Continental Drift: Theory and Method in American Earth Science. Oxford University Press, 1999, ISBN 0-19-511733-6.

### Wissenschaftliche Fachzeitschriften
- Shaye Wolf et al.: Scientists’ warning on fossil fuels. In: Oxford Open Climate Change,. Band 5, Nr. 1, 2025, doi:10.1093/oxfclm/kgaf011.
- Geoffrey Supran, Stefan Rahmstorf, Naomi Oreskes: Assessing ExxonMobil’s global warming projections. In: Science. Band 379, 2023, doi:10.1126/science.abk0063.
- Geoffrey Supran, Naomi Oreskes: Rhetoric and frame analysis of ExxonMobil's climate change communications. In: One Earth. Band 4, Nr. 5, 2021, S. 696–719, doi:10.1016/j.oneear.2021.04.014.
- Geoffrey Supran, Naomi Oreskes: Assessing ExxonMobil’s climate change communications (1977–2014). In: Environmental Research Letters. Band 12, 2017, doi:10.1088/1748-9326/aa815f.
- Colin N. Waters et al.: The Anthropocene is functionally and stratigraphically distinct from the Holocene. In: Science. Band 351, Nr. 6269, 2016, doi:10.1126/science.aad2622.
- Jan Zalasiewicz et al.: When did the Anthropocene begin? A mid-twentieth century boundary level is stratigraphically optimal. In: Quaternary International 383, 2015, S. 196–203, doi:10.1016/j.quaint.2014.11.045.
- Stephan Lewandowsky et al.: The “Pause” in Global Warming: Turning a Routine Fluctuation into a Problem for Science. In: Bulletin of the American Meteorological Society 2015, doi:10.1175/BAMS-D-14-00106.1.
- Stephan Lewandowsky, Naomi Oreskes, James S. Risbey, Ben R. Newell, Michael Smithson: Seepage: Climate change denial and its effect on the scientific community. In: Global Environmental Change 33, 2015, S. 1–13, doi:10.1016/j.gloenvcha.2015.02.013.
- Risbey et al.: Well-estimated global surface warming in climate projections selected for ENSO phase. In: Nature Climate Change 4, 2014, S. 835–840, doi:10.1038/nclimate2310.
- Keynyn Brysse, Naomi Oreskes, Jessica O’Reilly, Michael Oppenheimer: Climate change prediction: Erring on the side of least drama?. In: Global Environmental Change 23, Issue 1, 2013, S. 327–337, doi:10.1016/j.gloenvcha.2012.10.008.
- Naomi Oreskes, Erik M. Conway: Defeating the merchants of doubt. In: Nature 465, S. 686–687, doi:10.1038/465686a.
- Naomi Oreskes: Science and public policy: what’s proof got to do with it? In: Environmental Science & Policy. 7, 2004, S. 369–383, doi:10.1016/j.envsci.2004.06.002, sciencepolicy.colorado.edu (PDF; 160 kB)
- Naomi Oreskes; The Scientific Consensus on Climate Change. In: Science. Vol. 306, 4. Dezember 2004, korrigiert 21. Januar 2005, doi:10.1126/science.1103618, sciencemag.org (PDF).
- Naomi Oreskes, Kristin Shrader-Frechette, Kenneth Belitz: Verification, Validation, and Confirmation of Numerical Models in the Earth Sciences. In: Science, 263, No. 5147, 1994, S. 641–646, doi:10.1126/science.263.5147.641, likbez.com (PDF)
- Murray W. Hitzman, Naomi Oreskes, Marco T. Einaudi, Geological characteristics and tectonic setting of Proterozoic iron oxide (Cu-U-Au-LREE) deposits. In: Precambrian Research 58, Issues 1–4, 1992, S. 241–287, doi:10.1016/0301-9268(92)90121-4.